# Wilhelm II. (Provence)
Wilhelm II. (* um 987; † vor dem 30. Mai 1018), genannt der Fromme (frz.: Guillaume le Pieux), war Graf von Provence. Er trat die Nachfolge seines Vaters Wilhelm I. an, als sich dieser kurz vor seinem Tod Ende 993 in ein Kloster zurückzog. Er folgte nicht als Markgraf von Provence, da dieser Titel – der dem eines Familienoberhaupts entsprach – an seinen Onkel Rotbald II. ging.
Seine Mutter war Adelheid von Anjou, Tochter Fulkos II., Graf von Anjou, oder Arsenda von Comminges, Tochter Arnolds, und die erste Ehefrau seines Vaters.
Er stand anfangs unter Regentschaft, bis er 999 volljährig wurde. Um 1002 heiratete er Gerberge von Burgund, Tochter Otto Wilhelms, Graf von Burgund, und Ermentrude von Mâcon und Besançon.
1005 nahm er an einer Versammlung unter dem Vorsitz seiner Mutter teil, in der die Regularien für das Kloster Saint-Victor in Marseille festgelegt wurden. 1018 rebellierte der Vizegraf von Fos gegen seine Oberhoheit. Wilhelm starb vor dem 30. Mai des gleichen Jahres während der Belagerung der Burg des Vizegrafen. Er wurde in der Abtei Montmajour bei Arles begraben.